# Fredrik Malm (ämbetsman)
Fredrik Malm, född den 9 november 1879 i Stockholm, död där den 15 november 1962, var en svensk ämbetsman. Han var sonson till Fredric Malm.
Malm, vars far var kanslisekreterare, avlade juris utriusque kandidatexamen vid Uppsala universitet 1903. Han blev tillförordnad hovrättsfiskal 1909 och extra ordinarie assessor 1910. Malm var amanuens i Socialstyrelsen 1913–1915 och i Vattenfallsstyrelsen 1913, notarie där 1914–1916,  tillförordnad sekreterare och ombudsman 1916–1920, sekreterare i kanalkommittén 1916–1922 och byråchef i Vattenfallsstyrelsen 1920–1944. Han blev riddare av Vasaorden 1921 och av Nordstjärneorden 1924 samt kommendör av andra klassen av Vasaorden 1936. Malm är begravd på Djursholms begravningsplats.